# Diomedes, el Cacique de La Junta
Diomedes, el Cacique de la Junta —en inglés: Diomedes, the king of vallenato— es una telenovela colombiana producida por RCN Televisión en  2015. Es una obra ficticia basada en algunos momentos de la vida del fallecido cantante de vallenato, Diomedes Díaz. Desde su estreno se consolidó como la telenovela más vista del país en el año de su emisión.
Esta protagonizada por Orlando Liñán y Kimberly Reyes, junto a las actuaciones antagónicas de Víctor Hugo Trespalacios, Alejandra Azcárate y Aco Pérez. Contó, además, con las participaciones especiales de Adriana Ricardo, Emilia Ceballos, Carlos Vergara Montiel, Carmenza Gómez, Paula Castaño, Angélica Blandon, Eileen Moreno y Juan Bautista Escalona, interpretando a Diomedes en su etapa de niñez.
Su producción empezó el 12 de junio de 2014.

## Sinopsis
El 26 de mayo de 1957 nació Diomedes Díaz en La Junta. Fue criado por sus padres humildes campesinos que lucharon para responder por la familia. A sus escasos 10 años, Diomedes comparte con su padre Rafael María la responsabilidad de sacar adelante su familia. En La Junta, La Guajira, lugar que lo vio nacer, y en medio de tantos hermanos y poco dinero, Diomedes sabe que lograrlo no es fácil. La vida de Diomedes da un giro al descubrir por primera vez el amor en manos de Mélida y es aquí cuando comienza a escribirse la historia del Diomedes enamorado y apasionado que será el resto de su vida. Pero con Mélida también llega su primera decepción amorosa y gracias a esto, Diomedes descubre el don de versear que lo acompañará por siempre.
Los años pasan y en medio de la lucha por conseguir el bienestar para su familia, en Diomedes crece la ilusión de ser cantante de vallenato y con la ayuda de su tío Martín trabaja cantando en la gallera del pueblo, pero también conoce al gran amor de su vida, Lucía Arjona. La pareja se enamora perdidamente viviendo un romance tormentoso aunque los padres de Lucía no estaban de acuerdo con la pareja, hasta que finalmente Diomedes logra convertirla en su esposa y empieza a construir una carrera de éxito y fama. 
Diomedes se hizo bien famoso con la canción "Tres canciones". Él cantó con las notas de acordeoneros famosos como Juancho Rois y Colacho Mendoza. También cantó varias canciones con el Joe Arroyo. Sin embargo, en el mundo de la fama, Diomedes conoce el alcohol, la droga y su gran debilidad por las mujeres. Llegaba tarde a su hogar y se desaparecía de Lucía. A pesar de pedirle perdón y hacerle serenatas a Lucía, ella ya no confía en Diomedes. Entonces se acaba el matrimonio y llega a su vida su segundo gran amor, Betsy Liliana, una mujer que le advierte que si él se porta mal con ella, ella hará lo mismo.
Sin embargo las mujeres no cesan y Diomedes conoce a Consuelo Martínez y Claudia Viviana Mora, dos mujeres que son sus admiradoras pero que rápidamente se convierten en sus amantes. Una noche en su apartamento de Bogotá y en plena rumba con el narcotraficante "Pluma Blanca" y su 'vagabundina' desenfrenada llega la peor desgracia para Diomedes, la muerte de Claudia. Diomedes es acusado de homicidio preterintencional. Trató de huir pero después se entregó a las autoridades pagando varios años de cárcel al igual que Consuelo por complicidad en el homicidio.
Cuando Diomedes logra dejar atrás su oscuro pasado judicial, se separa de Betsy Liliana y supera una enfermedad (el síndrome de Guillain-Barré) que casi lo mata. Su carrera se impulsa nuevamente y llega el “Grammy Latino”, Diomedes se siente en la cúspide de su carrera.
Consuelo, quien estuvo con él en su éxito y en sus desgracias es ahora su mujer y viven un hermoso romance, sin embargo la droga al igual que el oler pega y el alcohol nunca se van de su vida y es así como Diomedes sufre varias recaídas en su salud y finalmente muere dejando a Consuelo con una promesa de matrimonio que nunca se cumplió.
Su fanaticada también sufre la noticia de su muerte, por lo cual en un entierro multitudinario en Valledupar sus seguidores lo despiden. Diomedes grabó 389 vallenatos en  más de 30 años de vida artística.

## Elenco
- Orlando Liñán  - Diomedes Díaz Maestre
- Juan Bautista Escalona - Diomedes Díaz (Niño)
- Kimberly Reyes - Lucía Arjona
- Laura Rodríguez - Lucía Arjona (Joven)
- Adriana Ricardo - Elvira Maestre "Mama Vila"
- Carlos Vergara Montiel - Rafael María Díaz
- Emilia Ceballos - Rosa Elvira Díaz Maestre "Ocha"
- Salomé Camargo - Rosa Elvira Díaz Maestre "Ocha" (Niña)
- Yorneis García - Rafael Junior Díaz Maestre
- Carolina Duarte - Bertha Mejía / Rosa Elvira Díaz Mejía
- Álvaro Araújo - Marcos
- Jennifer Steffens - Rita
- Alejandra Azcárate - Yurleidis
- Luis Carlos Fuquen - Chencho
- Víctor Hugo Trespalacios - Mono Arjona
- Carmenza Gómez - Beatriz de Arjona
- Emerson Rodríguez Gómez - Hernán Arjona
- Juan Luis Abisambra - Elkin
- Cristian Better - Martín Maestre
- Félix Torrijo - Miguel López
- Isaac "Tijito" Carrillo - Anciano Profeta
- Sofía Araújo - Mélida
- Rosa Elvira Díaz Mejía - Maestra Gabriela
- Paula Castaño - Betsy Liliana González
- Eileen Moreno - Luz Consuelo Martínez
- Angélica Blandón - Claudia Viviana Mora
- George Slebi - Pipe Arango
- Priscilla Mendoza - Vilma
- Enilda Rosa Vega Borja -Tita
- Margarita Reyes - Bárbara
- Julio Pachón - Comandante Pinzón
- Éibar Gutiérrez - Juancho Rois
- Julián Rojas - Él Mismo
- Rafael Acosta - Joaco Guillén
- Rafael Pedroza - Media Vaca
- Alejandro Palacio - Don Alejo
- Mauricio Figueroa - Gabriel Muñoz
- Ramsés Ramos - Mariano Saucedo
- Kbeto Zuleta - Poncho Zuleta (Joven)
- Coco Zuleta - Emiliano Zuleta Díaz (joven)
- Juan José Granados - Nafer Durán
- Wilber Mendoza - Colacho Mendoza
- Jorge Cuello - Elberto "El Debe" López
- Rosendo Romero - Dr. Leandrito Sierra
- Orlando Acosta - Israel Osorio
- Mabel Moreno - Lolo
- Aco Pérez - El Pluma Blanca
- Iroky Pérez - Jaime Pérez Parodi (Joven)
- Jaime Pérez Parodi - Él Mismo
- Álvaro Rodríguez - Comandante de la policía
- Bibiana Corrales - Mariana Juliana
- Marianela Velilla - Estefanía
- Wilfrido Vargas - Él mismo
- Jorge Barón - Él mismo
- Ley Martin - Jhonny Saucedo
- Juan Sebastián Calero - Gonzalo Rodríguez Gacha
- Fernando Corredor - Presidente Belisario Betancur
- Marcela Benjumea - Madre de Claudia Viviana
- Mauricio Martínez - Diego Valentín Mora
- Julián Trujillo - Diego Valentín Mora
- Victoria Hernández - Madre de Luz Consuelo
- Fredy Díaz Martínez - Alexander Martínez (Joven)
- Manolo Cruz - Alexander Martínez (Adulto)
- Dinkol Arroyo - Joe Arroyo
- Pillao Rodríguez - José Olarte
- Shirley Gómez - María Paula
- Herbert King - Padre de María Paula
- Myriam de Lourdes - Madre de María Paula
- Iván Zuleta - Él Mismo
- Fabio Zuleta - Él Mismo
- Fabián Corrales - Él Mismo
- Ignacio Hijuelos - Abogado de Lucía
- Carlos Hurtado - Carlos Perdomo
- Raúl Gutiérrez - Fiscal
- Jhon Bolivar - Abogado Correa
- José Narváez - Sergio Molina
- Nestor Alfonso Rojas - José Sequeda
- Graciela Torres "La Negra Candela" - Ella Misma
- Alina Lozano - Dra. Piedad
- Camilo Carvajal - Gonzalo Arturo "El Cocha" Molina (Joven)
- Gonzalo Arturo "El Cocha" Molina - Él Mismo
- Iván David Villazón -  Iván Villazón
- Jota Mario Valencia - Él mismo
- Alejandra Miranda - Tía de Yurleidis
- Elver Díaz Maestre - Él Mismo
- Omar Geles - Él Mismo
- Álvaro López - Él Mismo
- Jean Carlos Centeno - Él Mismo
- Peter Manjarrez - Él Mismo
- Poncho Zuleta - Él Mismo
- Julian Rojas - Él Mismo
- Laura Osma -  Mirna "La Chinita"
- Margarita Torres -  Andrea (Amiga de Consuelo, en su niñez)
- Sao Bornachera - Robertico
- Enaldo Barrera - "Voz de Diomedes" "(en las canciones)"

## Final
El jueves 29 de octubre de 2015 se transmitió el último episodio de Diomedes, el cacique de la junta, en el cual registró 10.7 de índice de audiencia personas. Además, se realizó un episodio especial con los mejores momentos de la telenovela, cerrando así la historia, y convirtiéndose en la telenovela más vista de Colombia en el 2015 con un promedio de 12.9 de índice de audiencia.

## Premios y nominaciones

### Premios India Catalina
| Año  | Categoría                                      | Nominado                                                             | Resultado |
| ---- | ---------------------------------------------- | -------------------------------------------------------------------- | --------- |
| 2015 | Mejor telenovela o serie                       | Mejor telenovela o serie                                             | Nominada  |
| 2015 | Mejor director de telenovela o serie           | Herney Luna                                                          | Nominado  |
| 2015 | Mejor libreto original o adaptación            | Sandra Gaitán, Pedro Hernández, Fernán Rivera y Juan Carlos Troncoso | Nominados |
| 2015 | Mejor actor protagónico de telenovela o serie  | Orlando Liñán                                                        | Ganador   |
| 2015 | Mejor actriz protagónica de telenovela o serie | Kimberly Reyes                                                       | Nominada  |
| 2015 | Mejor actor antagónico de telenovela o serie   | Víctor Hugo Trespalacios                                             | Nominado  |
| 2015 | Mejor actriz antagónica de telenovela o serie  | Alejandra Azcárate                                                   | Nominada  |
| 2015 | Mejor actor de reparto de telenovela o serie   | Aco Pérez                                                            | Nominado  |
| 2015 | Mejor actor de reparto de telenovela o serie   | Carlos Vergara                                                       | Nominado  |
| 2015 | Mejor actriz de reparto de telenovela o serie  | Adriana Ricardo                                                      | Nominada  |
| 2015 | Revelación del año de telenovela o serie       | Juan Bautista Escalona                                               | Ganador   |
| 2015 | Mejor música para televisión                   | Josefina Severino                                                    | Nominada  |
| 2015 | Mejor edición de telenovela o serie            | Adriana Falla                                                        | Nominada  |
| 2015 | Mejor fotografía de telenovela o serie         | Andrés Perdigón y Jorge Basto                                        | Nominados |

### Premios TVyNovelas
| Año  | Categoría                                     | Nominado                                                                              | Resultado |
| ---- | --------------------------------------------- | ------------------------------------------------------------------------------------- | --------- |
| 2016 | Mejor Telenovela                              | Mejor Telenovela                                                                      | Ganadora  |
| 2016 | Director Favorito De Telenovela o Serie       | Herney Luna y María Cecilia Vásquez                                                   | Nominados |
| 2016 | Libretista Favorito De Telenovela o Serie     | Sandra Gaitán, Pedro Hernández, Fernán Rivera, Juan Carlos Troncoso y Fernando Gaitán | Nominados |
| 2016 | Protagonista Femenina Favorita De Telenovela  | Kimberly Reyes                                                                        | Ganadora  |
| 2016 | Protagonista Masculino Favorito De Telenovela | Orlando Liñán                                                                         | Ganador   |
| 2016 | Villana Favorita De Telenovela                | Alejandra Azcárate                                                                    | Ganadora  |
| 2016 | Villana Favorita De Telenovela                | Eileen Moreno                                                                         | Nominada  |
| 2016 | Villano Favorito De Telenovela                | Víctor Hugo Trespalacios                                                              | Nominado  |
| 2016 | Villano Favorito De Telenovela                | Aco Pérez                                                                             | Nominado  |
| 2016 | Actriz De Reparto Favorita De Telenovela      | Adriana Ricardo                                                                       | Ganadora  |
| 2016 | Actriz De Reparto Favorita De Telenovela      | Shirley Gómez                                                                         | Nominada  |
| 2016 | Actriz De Reparto Favorita De Telenovela      | Angélica Blandón                                                                      | Nominada  |
| 2016 | Actor De Reparto Favorito De Telenovela       | Éibar Gutiérrez                                                                       | Ganador   |
| 2016 | Actor De Reparto Favorito De Telenovela       | Carlos Vergara                                                                        | Nominado  |
| 2016 | Revelación Del Año De Telenovela o Serie      | Laura Rodríguez                                                                       | Ganadora  |
| 2016 | Tema Musical Favorito De Telenovela o Serie   | Tú eres la reina                                                                      | Ganador   |

### Kids Choice Awards Colombia
| Año  | Categoría               | Nominado                | Resultado |
| ---- | ----------------------- | ----------------------- | --------- |
| 2015 | Programa de TV Favorito | Programa de TV Favorito | Nominado  |
| 2015 | Mejor villana del año   | Alejandra Azcárate      | Nominada  |